# Dakar 4x4 Design & Conversions

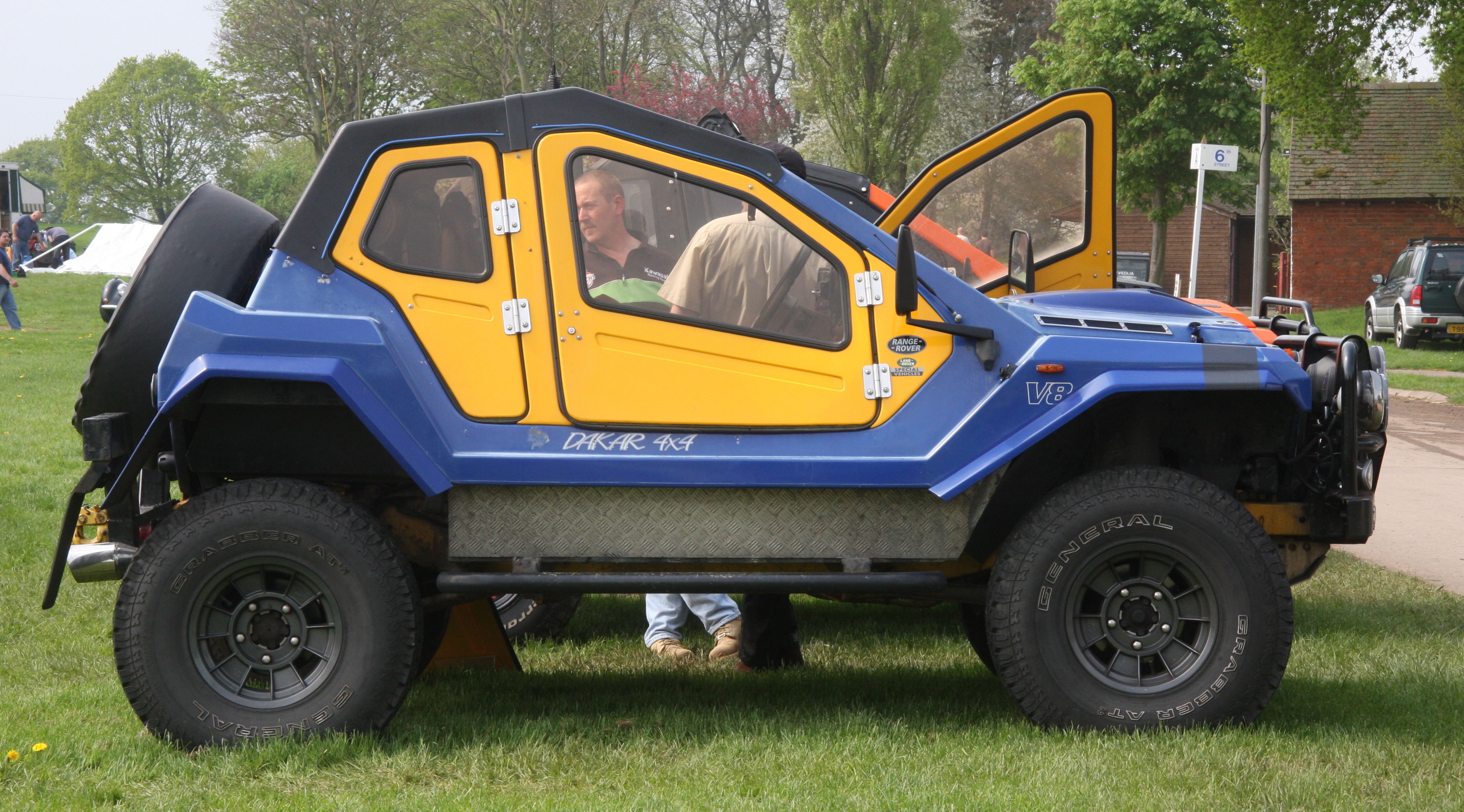
Dakar 4x4

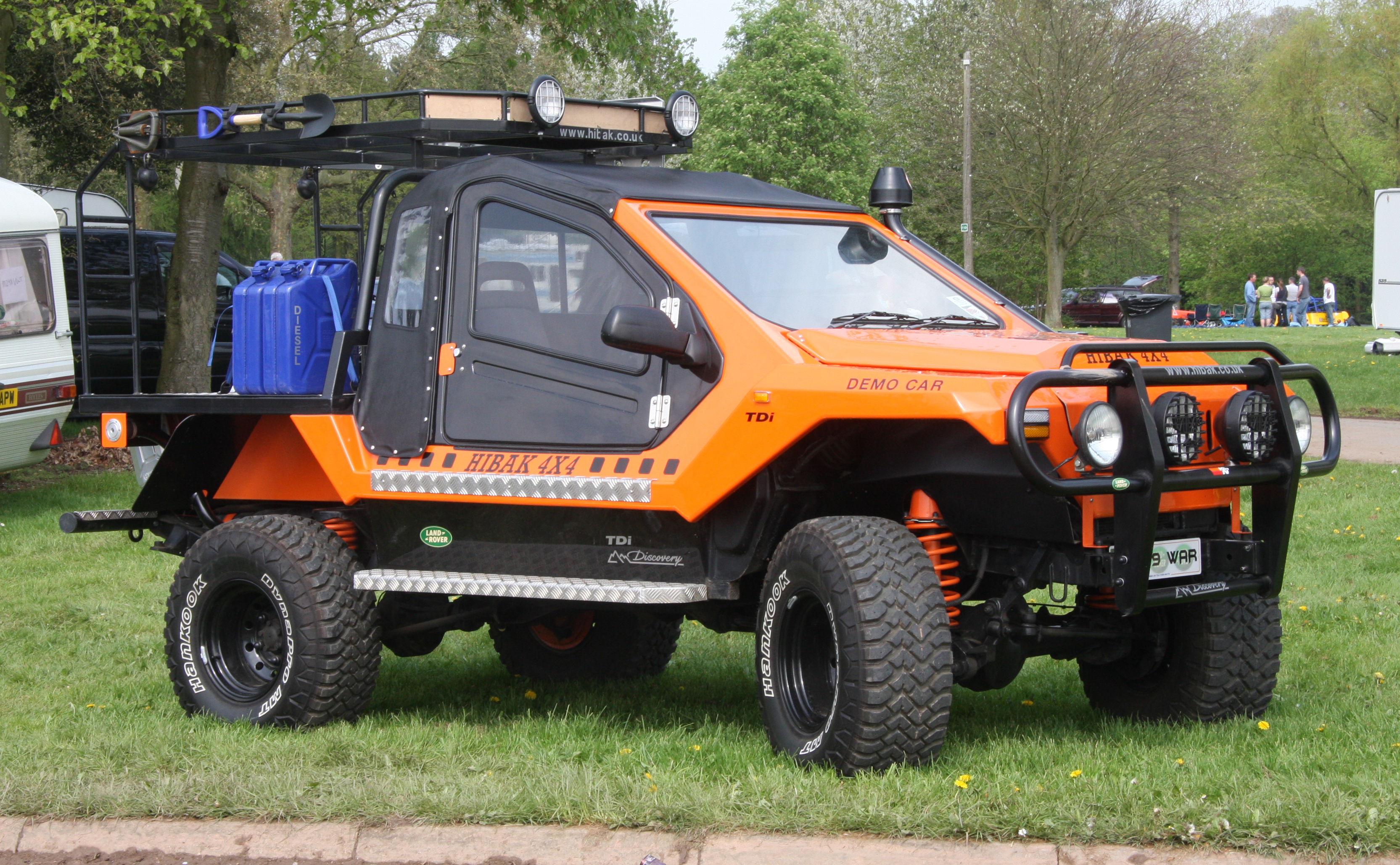
Auch als Pick-up erhältlich.

Dakar 4x4 Design & Conversions, zuvor Dakar Cars, ist ein britischer Hersteller von Automobilen.

## Unternehmensgeschichte
Barry Chantler gründete 1991 das Unternehmen Dakar Cars in Wilmington in der Grafschaft Kent. Dennis Adams war der Konstrukteur. Sie begannen mit der Produktion von Automobilen und Kits. Der Markenname lautet Dakar. Steve Bennett übernahm 2002 das Unternehmen und verlegte den Sitz nach Melton Mowbray in Leicestershire. Seit seinem Tod 2007 leitet sein Partner Tory Hill das Unternehmen. Insgesamt entstanden bisher etwa 520 Exemplare.

## Fahrzeuge
Im Angebot stehen Geländewagen. Zunächst basierten sie auf dem Range Rover, seit 2002 wahlweise auch auf dem Land Rover Discovery. Verschiedene Motoren bis hin zu V8-Motoren von amerikanischen Herstellern treiben die Fahrzeuge an.